# Лучанські Вітрові голі
Лучанські Вітрові голі (Lúčanské Veterné hole) — гірський масив в Словаччині; геоморфологічна підодиниця масиву Лучанська Фатра. Найвища точка — Велика Лука (1472 метри).. Місце розташування — Жилінський край і Тренчинський край